# Anthaxia curlettii
Anthaxia curlettii es una especie de escarabajo del género Anthaxia, familia Buprestidae. Fue descrita científicamente por Magnani en 1993.